# Companhia de Cacheu, rios e comércio da Guiné
A Companhia de Cacheu, Rios e Comércio da Guiné foi uma empresa monopolista, fundada em Portugal no contexto das reformas económicas de D. Luís de Meneses, sob o reinado de D. Pedro II de Portugal.
Sucedeu à Companhia da Costa da Guiné e também se destinava a promover o comércio de tecidos manufaturados, marfim e escravos naquela região da costa ocidental africana.

## História
Desde 1671 planeava-se em Portugal a constituição de uma nova companhia monopolista, conforme proposta de Manuel da Costa Pessoa. Desse modo, após uma fase de estudo preliminar da ideia em que se apresentaram diversos pareceres, a "Companhia de Cacheu, Rios e Comércio da Guiné" foi estabelecida em 1675. Em 19 de Maio de 1676 teve os seus privilégios confirmados pelo príncipe-regente D. Pedro, a saber o direito do tráfico na costa da Guiné e no arquipélago de Cabo Verde, assim como de exportar escravos para a Metrópole, os seus domínios do Ultramar e a América Espanhola. Reservava-se, porém, a terça parte da tonelagem dos navios da Companhia para frete dos moradores das ilhas de Cabo Verde, os quais podiam fazer transportar os seus produtos e escravos no âmbito de um direito assegurado ao comércio livre na zona. Dentro da prática mercantilista e colonial, só se lhes vedava o negócio com estrangeiros.
Era responsável pela observância destes preceitos (capítulos 5 e 6 do assento) o governador das ilhas de Cabo Verde, João Cardoso Pissaro, conforme decorre do artigo 31 "in fine2 do Regimento que lhe foi outorgado em 1676. A companhia assumia ainda uma série de encargos, entre os quais o da reedificação e defesa da praça de Cacheu, o que compreendia o custeio de soldos, provisões e armas para a guarnição militar enquanto a sociedade subsistisse, e ainda o pagamento da folha eclesiástica e secular pelo mesmo prazo.
A extensão das responsabilidades da Companhia era de tal monta que resultou numa autêntica reforma administrativa, que se pautou por três novos regimentos que se deram ao governador das ilhas de Cabo Verde, ao capitão-mor de Cacheu e ao feitor da mesma praça:
- "Regimento que se deu ao Governador das Ilhas de Cabo Verde João Cardoso Pissaro" em 10 de maio de 1676;
- "Regimento do Capitam Mór de Cacheu que levou quando se fez a Companhia"; e
- "Regimento para o Feitor de Cacheu depois da Instituição da Companhia"

estes dois últimos datados de 20 de maio de 1676.
Atendendo às conveniências da Companhia, o rei nomeou precisamente o seu administrador, João Barros Bezerra, como capitão-mor de Cacheu.
A companhia cessou as suas atividades em 1682, vindo a ser sucedida pela Companhia de Cacheu e Cabo Verde a partir de 1690.